# Governo Fillon II

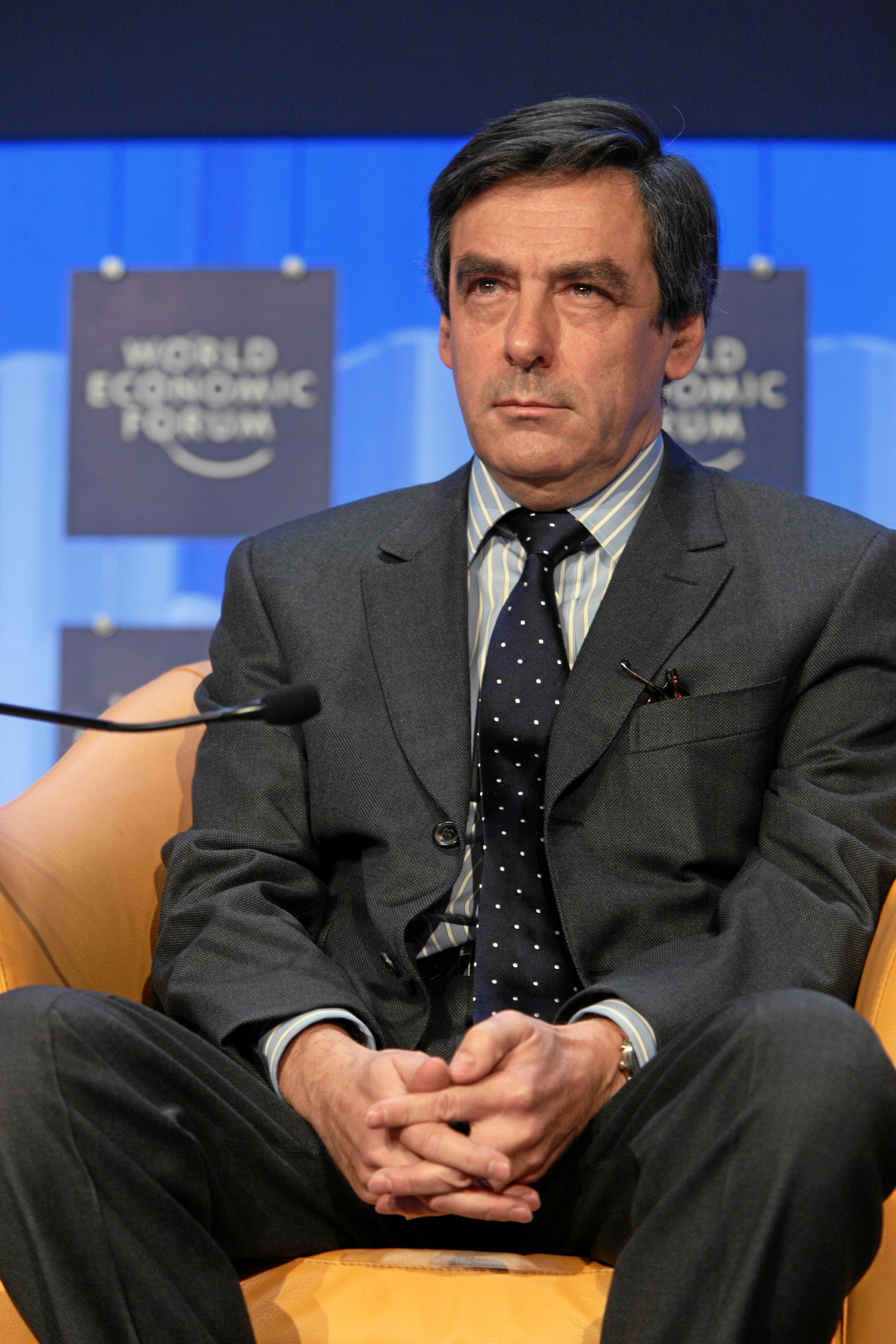
François Fillon

Il Governo Fillon II è stato il trentatreesimo governo della Quinta Repubblica francese e il secondo del mandato del presidente Nicolas Sarkozy. È durato dal 19 giugno 2007, data alla quale ha sostituito il governo Fillon I, al 14 novembre 2010, data alla quale fu sostituito dal governo Fillon III.
Nicolas Sarkozy, Presidente della Repubblica, con decreto del 17 maggio 2007, ha nominato François Fillon Primo ministro.
Il 18 giugno 2007, conformemente alla tradizione della Quinta Repubblica francese, all'indomani delle elezioni legislative, il Primo ministro François Fillon ha presentato al Presidente della Repubblica le dimissioni del suo governo. Lo stesso giorno Nicolas Sarkozy ha riconferito a Fillon il mandato per formare un nuovo governo. Fillon ha quindi presentato al Presidente della Repubblica la composizione del nuovo governo, ufficializzata il 19 giugno 2007. Come nel governo precedente, in virtù del principio dell'ouverture (apertura) preconizzato da Sarkozy, sono presenti, oltre agli esponenti dell'UMP e del Nuovo Centro, alcune personalità politiche o provenienti dalla vita civile di orientamento progressista (alcune delle quali aderenti o ex aderenti al Parti Socialiste) e/o facenti parte di precedenti governi a guida socialista del periodo della presidenza di François Mitterrand.
Nel corso dei primi due anni di attività, il governo ha subìto nove rimpasti, l'ultimo, di proporzioni considerevoli, il 23 giugno 2009. In quell'occasione, tra i nuovi ingressi figurano quello di Frédéric Mitterrand, indipendente, e di Michel Mercier, esponente del MoDem.
Questo governo ha rappresentato una tappa di una riorganizzazione annunciata con molto anticipo, che è culminata nelle dimissioni dell'esecutivo, il 13 novembre 2010, nelle mani del presidente Sarkozy, che ha poi riconfermato la sua fiducia in Fillon, affidandogli un nuovo mandato pieno, grazie al quale il giorno dopo il Primo ministro si è reinsediato formando il suo terzo governo.

## Composizione del governo al 23 giugno 2009
L'ordine non riprende quello per importanza protocollare. All'indicazione di ciascun ministro segue quella del ministro delegato e del segretario di Stato, se presenti.
- Primo ministro : François Fillon (UMP) 
  - Martin Hirsch: Alto commissario alle Solidarietà attive contro la povertà (dal 19 giugno 2007) e alto commissario alla Gioventù presso il Primo ministro (dal 12 gennaio 2009)
  - Patrick Devedjian (UMP): ministro presso il Primo ministro, con l'incarico della messa in atto del piano di rilancio (dal 5 dicembre 2008)
  - Henri de Raincourt (UMP): ministro presso il Primo ministro, con l'incarico dei Rapporti con il parlamento (dal 23 giugno 2009)
  - Nathalie Kosciusko-Morizet (UMP), segretario di Stato presso il Primo ministro, con l'incarico della Prospettiva e dello Sviluppo dell'economia digitale (dal 15 gennaio 2009)
  - Christian Blanc (Nuovo Centro), segretario di Stato presso il Primo ministro, con l'incarico dello Sviluppo della Regione capitale (dal 23 giugno 2009)
- Ministro di Stato, ministro dell'Ecologia, dell'Energia, dello Sviluppo permanente e del Mare, con l'incarico delle Tecnologie verdi e dei Negoziati sul clima: Jean-Louis Borloo (UMP) (dal 23 giugno 2009)
  - Dominique Bussereau (UMP), segretario di Stato presso il ministro di Stato, ministro dell'Ecologia, dello Sviluppo permanente e del Mare
  - Valérie Létard (Nuovo Centro), segretario di Stato presso il ministro di Stato, ministro dell'Ecologia, dello Sviluppo permanente e del Mare
  - Chantal Jouanno, segretario di Stato presso il ministro di Stato, ministro dell'Ecologia, dello Sviluppo permanente e del Mare (dal 21 gennaio 2009)
  - Benoist Apparu (UMP), segretario di Stato presso il ministro di Stato, ministro dell'Ecologia, dello Sviluppo permanente e del Mare, con l'incarico della Casa e dell'Urbanistica (dal 23 giugno 2009)
- Ministro di Stato, guardasigilli, ministro della Giustizia e delle Libertà: Michèle Alliot-Marie (UMP) (dal 23 giugno 2009)
  - Jean-Marie Bockel (La Sinistra Moderna), segretario di Stato presso il ministro della Giustizia e delle libertà (dal 23 giugno 2009)
- Ministro degli Affari esteri ed europei: Bernard Kouchner
  - Alain Joyandet (UMP), segretario di Stato presso il sinistro degli Affari esteri ed europei, con l'incarico della Cooperazione e della Francofonia (dal 18 marzo 2008)
  - Pierre Lellouche (UMP), segretario di Stato presso il ministro degli Affari esteri ed europei, con l'incarico dell'Unione Europea (dal 23 giugno 2009)
- Ministro dell'Economia, dell'Industria e dell'Impiego: Christine Lagarde (UMP) 
  - Christian Estrosi (UMP): ministro presso il ministro dell'Economia, dell'Industria e dell'Impiego, con l'incarico dell'Industria (dal 23 giugno 2009)
  - Laurent Wauquiez (UMP), segretario di Stato presso il ministro dell'Economia, dell'Industria e dell'Impiego, con l'incarico dell'Impiego
  - Anne-Marie Idrac (UMP), segretario di Stato presso il ministro dell'Economia, dell'Industria e dell'Impiego, con l'incarico del Commercio con l'estero (dal 18 marzo 2008)
  - Hervé Novelli, (UMP), segretario di Stato presso il ministro dell'Economia, dell'Industria e dell'Impiego, con l'incarico del Commercio, dell'Artigianato, dei PME, del Turismo, dei Servizi e del Consumo (dal 23 giugno 2009)
- Ministro dell'Interno, dell'Oltremare e delle Collettività territoriali (dal 23 giugno 2009): Brice Hortefeux (UMP) 
  - Alain Marleix (UMP), segretario di Stato presso il ministro dell'Interno, dell'Oltremare e delle Collettività territoriali, con l'incarico delle Collettività territoriali  (del 18 marzo 2008)
  - Marie-Luce Penchard (UMP), segretario di Stato presso il ministro dell'Interno, dell'Oltremare e delle Collettività territoriali, con l'incarico dell'Oltremare (dal 23 giugno 2009)
- Ministro del Lavoro, delle Relazioni sociali, della Famiglia, della Solidarietà e delle Aree urbane: Xavier Darcos (UMP) (dal 23 giugno 2009)
  - Fadela Amara, segretario di Stato presso il ministro del Lavoro, delle Relazioni sociali, della Famiglia, della Solidarietà e delle Aree urbane, con l'incarico della politica delle Aree urbane
  - Nadine Morano (UMP), segretario di Stato presso il ministro del Lavoro, delle Relazioni sociali, della Famiglia, della Solidarietà e delle Aree urbane, con l'incarico della Famiglia e della Solidarietà (dal 23 giugno 2009)
  - Nora Berra (UMP), segretario di Stato presso il ministro del Lavoro, delle Relazioni sociali, della Famiglia, della Solidarietà e delle Aree urbane, con l'incarico delle persone anziane (dal 23 giugno 2009)
- Ministro del Bilancio, dei Conti pubblici, della Funzione pubblica e della Riforma dello Stato: Éric Woerth (UMP) (dal 23 giugno 2009)
- Ministro dell'Educazione nazionale, portavoce del governo: Luc Chatel (UMP) (dal 23 giugno 2009)
- Ministro dell'Insegnamento superiore e della Ricerca: Valérie Pécresse (UMP)
- Ministro della Difesa : Hervé Morin (Nuovo Centro)
  - Hubert Falco (UMP), segretario di Stato presso il ministro della Difesa, con l'incarico della Difesa e dei Veterani di guerra (dal 23 giugno 2009)
- Ministro della Salute e degli Sport: Roselyne Bachelot-Narquin (UMP)
  - Rama Yade (UMP), segretario di Stato presso il ministro della Salute e degli Sport, con l'incarico degli Sport (dal 23 giugno 2009)
- Ministro dell'Alimentazione, dell'Agricoltura e della Pesca: Bruno Le Maire (UMP) (dal 23 giugno 2009)
- Ministro della Cultura e della Comunicazione: Frédéric Mitterrand (dal 23 giugno 2009)
- Ministro dell'Immigrazione, dell'Integrazione, dell'Identità nazionale e dello Sviluppo solidale: Éric Besson (UMP - I Progressisti)
- Ministro dello Spazio rurale e dello Sviluppo del territorio: Michel Mercier (MoDem) (dal 23 giugno 2009).